# Ormosia autumna
Ormosia autumna är en tvåvingeart som beskrevs av Evgenyi Nikolayevich Savchenko 1976. Ormosia autumna ingår i släktet Ormosia och familjen småharkrankar. Inga underarter finns listade i Catalogue of Life.